# Звекара
Звекара је тип јаме који се завршава пространом двораном у унутрашњости. Дворана може бити испуњена водом.